# Ryszard Sarbak

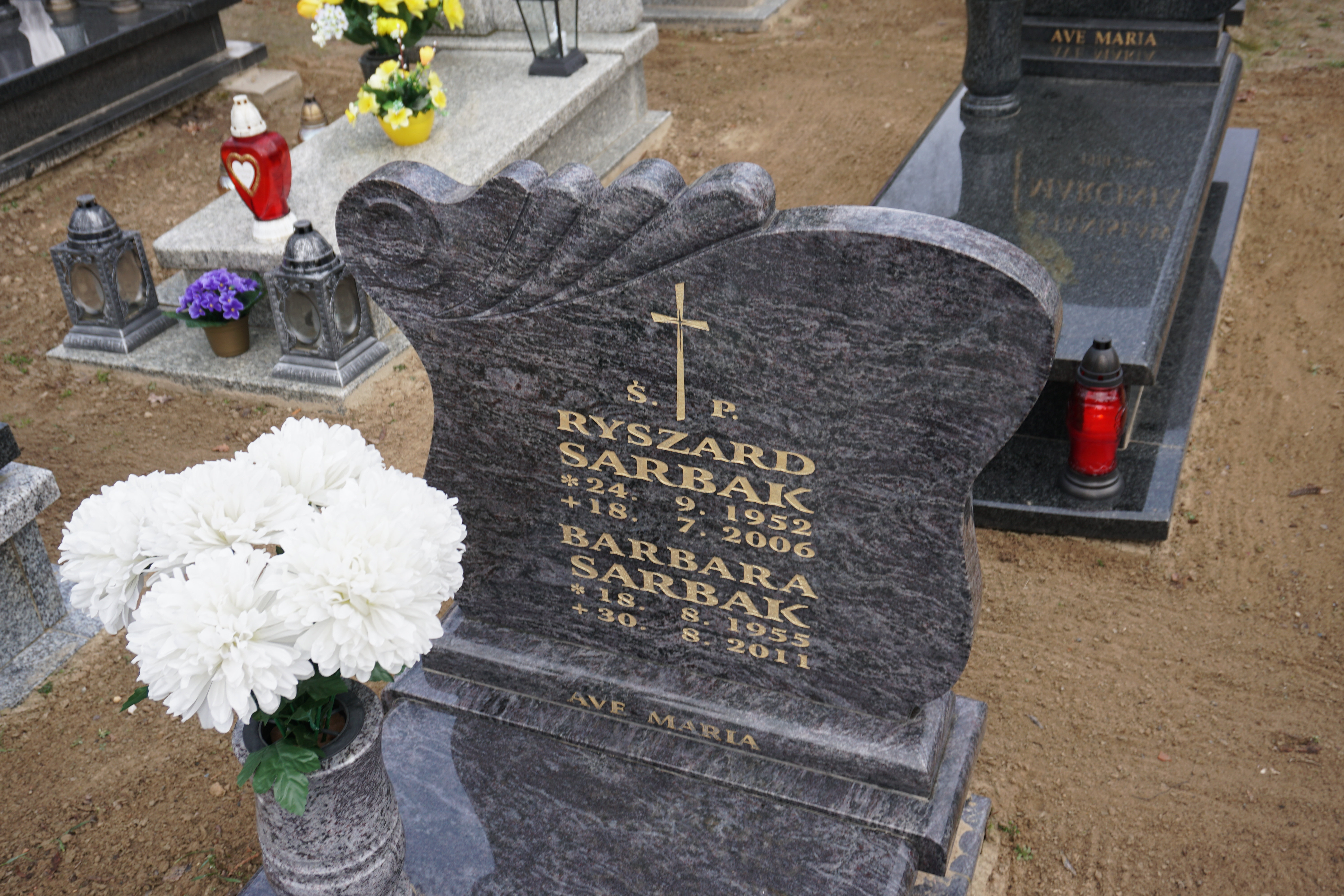
Grób Ryszarda Sarbaka na cmentarzu Miłostowo w Poznaniu

Ryszard Józef Sarbak (ur. 24 września 1952 w Poznaniu, zm. 18 lipca 2006 tamże) – polski trębacz, animator kultury, jeden z pierwszych propagatorów muzyki etnicznej (a zwłaszcza jamajskiej) w Polsce.

## Życiorys
W roku 1980 ukończył studia na Wydziale Instrumentalnym poznańskiej AM, uzyskując dyplom magistra sztuki. Od początków swojej działalności był wysoko ceniony w środowisku muzycznym Poznania. Współuczestniczył w powstawaniu poznańskiego PTAAAK-a (Polskiego Towarzystwa Artystów, Autorów i Animatorów Kultury), przez wiele lat był dyrektorem Centrum Kultury Dąbrówka na poznańskim Piątkowie. Był założycielem dwóch legendarnych zespołów polskiego reggae: Gedeon Jerubbaal (1983, wspólnie z Krzysztofem "Symeonem Rutą" Rucińskim) oraz Basstion (1988). Grał także w wielu zespołach jazzowych, bluesowych i uprawiających szeroko rozumianą muzykę etniczną, akompaniując śpiewającym bardom. Te formacje to m.in. Sarbak-Stawny (lata 70.), Duo Sarbak-Rogalski (lata 70. i 80.) oraz Atmosphere i Blues Quartet (lata 90.). Był autorem muzyki do filmu Rozpoznanie terenu w reż. Jacka Kasprzyckiego (1981). Współpracował również z czeskim środowiskiem muzycznym, czego efektem były organizowane w Poznaniu festiwale artystyczne Dialog z kulturą czeską.
Zmarł 18 lipca 2006 roku w szpitalu w wyniku ciężkiej choroby, pozostawiając żonę Barbarę i syna Remigiusza. Jego pogrzeb odbył się 26 lipca na cmentarzu Miłostowo (pole 50, kwatera 1). Począwszy od roku 2007, tradycyjnie w drugim dniu lipcowego festiwalu Reggae na Piaskach w Ostrowie Wielkopolskim odbywa się Konkurs Młodych Talentów im. Ryszarda Sarbaka. Na zakończenie pierwszej edycji konkursu koncert pt. "Tribute To Ryszard Sarbak" zagrali jego dawni koledzy z Gedeona i Basstionu, na czele z Symeonem Rutą i Przemysławem "JahJah" Frankowskim.